# Kassina kuvangensis
Kassina kuvangensis és una espècie de granota de la família dels hiperòlids que viu a Angola, Zàmbia i, possiblement també, a la República Democràtica del Congo.